# Franz Michael Regenfuss
 (mai 2019).
Si vous disposez d'ouvrages ou d'articles de référence ou si vous connaissez des sites web de qualité traitant du thème abordé ici, merci de compléter l'article en donnant les références utiles à sa vérifiabilité et en les liant à la section « Notes et références ».
Franz Michael Regenfuss est un artiste, un graveur et un naturaliste allemand, né en 1712 et mort en 1780.
Il annonce dès 1748 la parution imminente d’un livre richement illustré sur les mollusques et les crustacés. Mais Regenfuss n’est pas satisfait du texte fourni par Friedrich Christian Lesser (1692-1754) aussi décide-t-il d’ajourner la parution.
Il part à Copenhague, à l’invitation du roi Frédéric V de Danemark (1723-1766) où il occupe le poste de graveur du roi ce qui lui permet de continuer à travailler sur son livre. Il réalise douze planches dont la mise en couleur est surtout faite par sa femme.
Son Choix de Coquillages et de Crustacés paraît en version bilingue français et allemand avec un frontispice gravé par Georg Lichtensteger en 1758 et connaît un grand succès.